# Woolton
Woolton is een buitenwijk en ward in de Engelse stad Liverpool. Woolton is aan de zuidzijde van Liverpool gelegen en grenst aan de wijken Gateacre, Hunts Cross, Allerton en Halewood. Bij de Britse volkstelling van 2011 werd er een inwonersaantal van 12.921 vastgesteld.

## Geschiedenis
In 1913 werd Woolton opgenomen in de stad Liverpool. Het gebied stond in het Domesday Book bekend als Uluentune, wat zoiets betekent als "Boerderij van Wulfa". Woolton behoorde later tot het gebied van de baron van Halton en Widnes. In 1189 werd het gebied in gebruik genomen door de Orde van Malta, een ridderorde die hulp verleende aan pelgrims die onderweg waren naar het Heilige Land. De ridderorde was ongeveer 350 jaar aanwezig, toen het land in 1559 werd toegeëigend door Elizabeth I. De gebruiksrechten gingen over op Jacobus I en werden door deze verkocht aan William Stanley. Woolton kwam daarna in handen van Isaac Green en via hem bij zijn dochter en haar zoon Bamber Gascoyne (parlementslid voor Liverpool tussen 1780 en 1796). De tegenwoordige eigenaar is de markgraaf van Salisburry.

## Beschrijving
Woolton is een middenstandswijk met zowel vrijstaande als half-vrijstaande huizen. Er zijn enkele cafés in de wijk, 'The White Horse' en 'The Elephant'. Verder is er een victoriaans gebouw voor zwembaden en een openbare bibliotheek die eerder dienstdeed als methodistenkapel.
In Woolton zijn verschillende Beatles-gerelateerde locaties te vinden zoals het huis waar John Lennon het grootste gedeelte van zijn jeugd doorbracht, 251 Menlove Avenue. Daarnaast was het kindertehuis Strawberry Field (bekend van het nummer Strawberry Fields Forever) in Woolton gelegen. Verder is Woolton de wijk waar John Lennon en Paul McCartney elkaar voor het eerst ontmoetten, op een feest bij de St. Peterskerk op 6 juli 1957.

## Politiek
De gekozen raadsleden voor Woolton zijn Cllrs Malcolm Kelly, Barbara Collinge en Barbara Mace. Genoemde personen zijn lid van de Liberal Democrats.

## Religie
In Woolton staan drie kerken, alle drie aan churchroad gelegen. Een kerkgebouw van de Anglicaanse Kerk (St. Peterskerk), een van de Rooms-Katholieke Kerk (st. Marykerk) en een kerk van het methodisme (St. Jameskerk).

## Transport

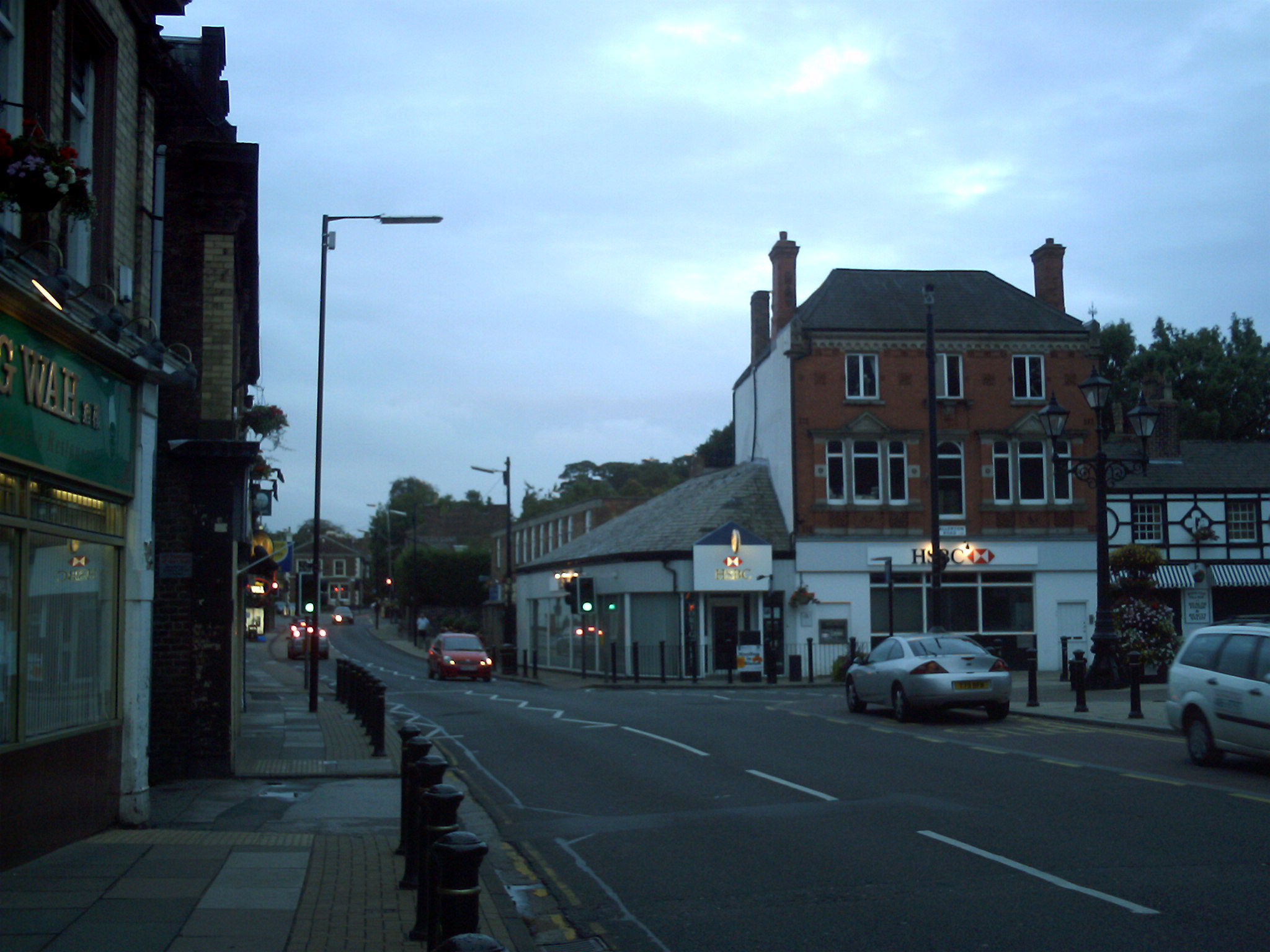
Woolton Street in Woolton.

Het treinstation van Hunts Cross is een nabijgelegen treinstation, op ongeveer anderhalf kilometer afstand van Woolton. Dit treinstation ligt op de route Liverpool-Manchester en Liverpool-Southport. Een dikke twee kilometer ten westen van Woolton ligt een ander treinstation, Liverpool South Parkway, dat dezelfde lijnen onderhoudt maar tevens voorziet in treinen richting Crewe en Birmingham.
Verschillende busdiensten verbinden Woolten met Liverpool John Lennon Airport, het stadscentrum en andere delen van Liverpool.

## Bekende inwoners
- Fábio Aurélio, voetballer
- Malandra Burrows, actrice en zangeres
- Dirk Kuijt, voetballer
- John Lennon, popmusicus
- Pepe Reina, voetballer
- Fernando Torres, voetballer
- Ernest Wright Alexander, militair
- Steve Brookstein, zanger
- Lucas Leiva, voetballer
- Jon Lolis, acteur
- Ryan Babel, voetballer
- Steven Pienaar, voetballer
- Martin Škrtel, voetballer